# Agave guiengola
Agave guiengola là một loài thực vật có hoa trong họ Măng tây. Loài này được Gentry mô tả khoa học đầu tiên năm 1960.

## Hình ảnh

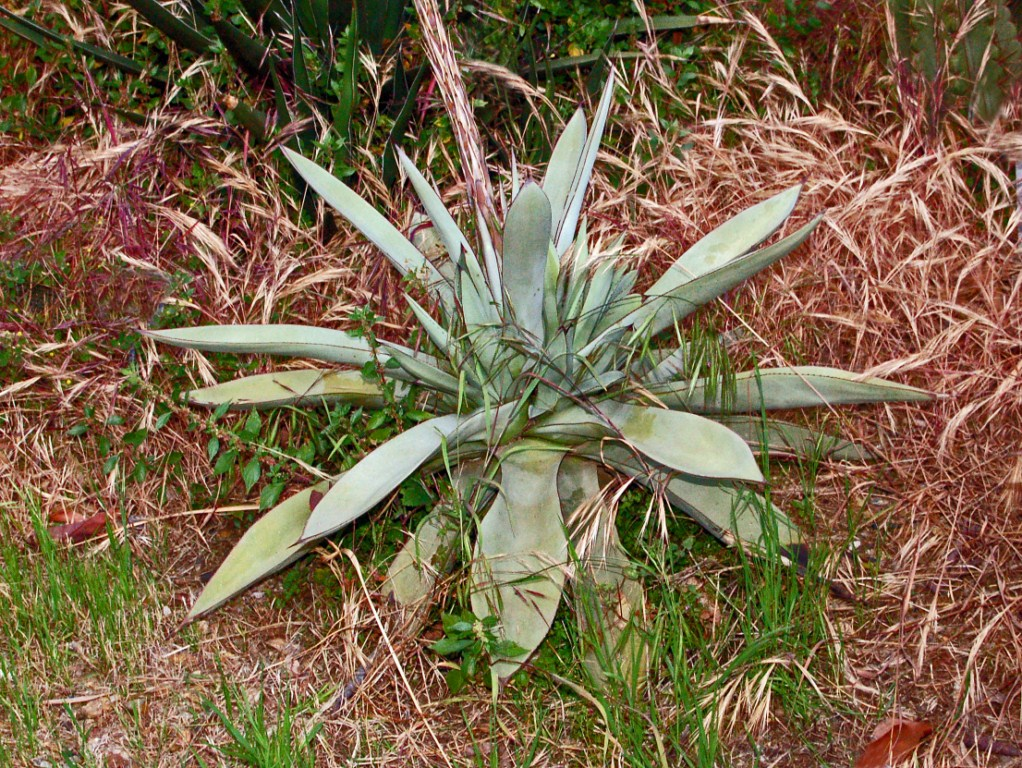
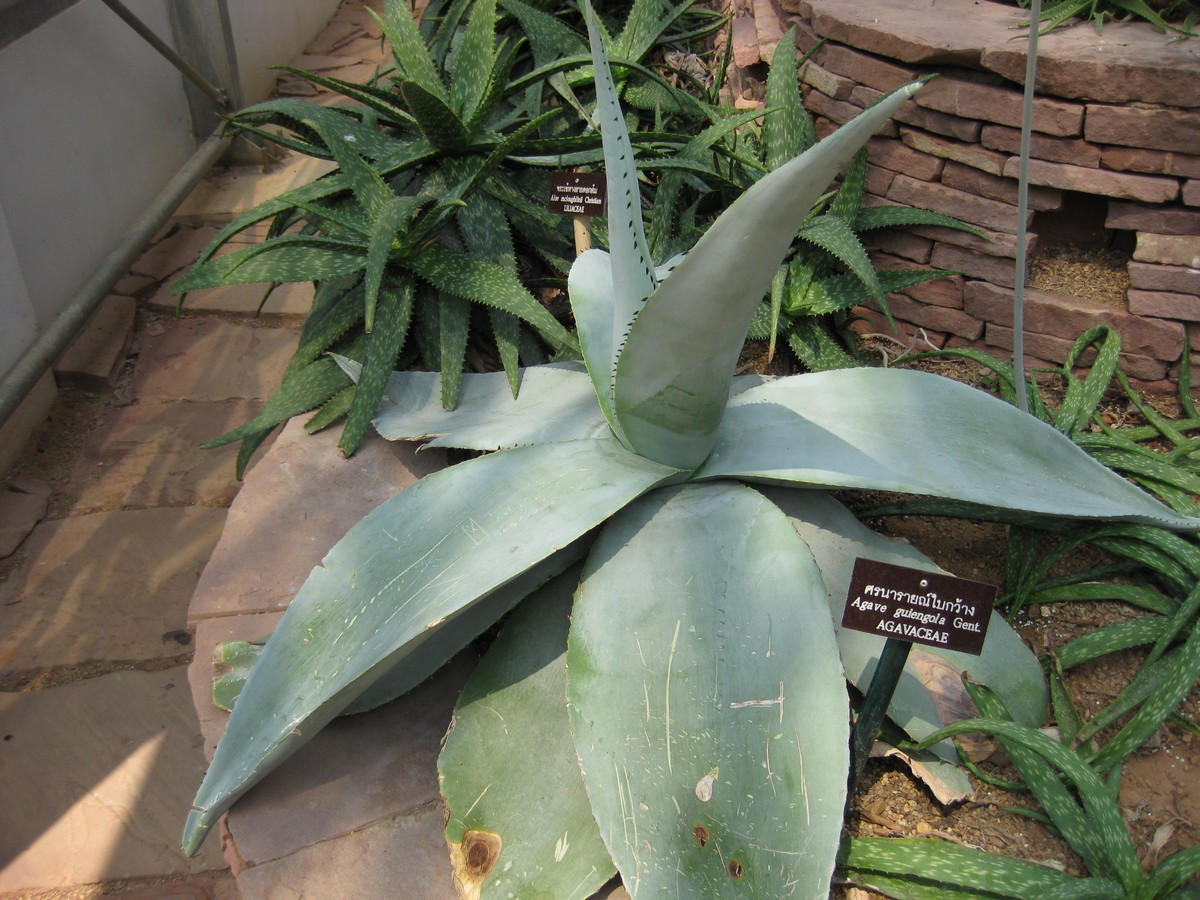
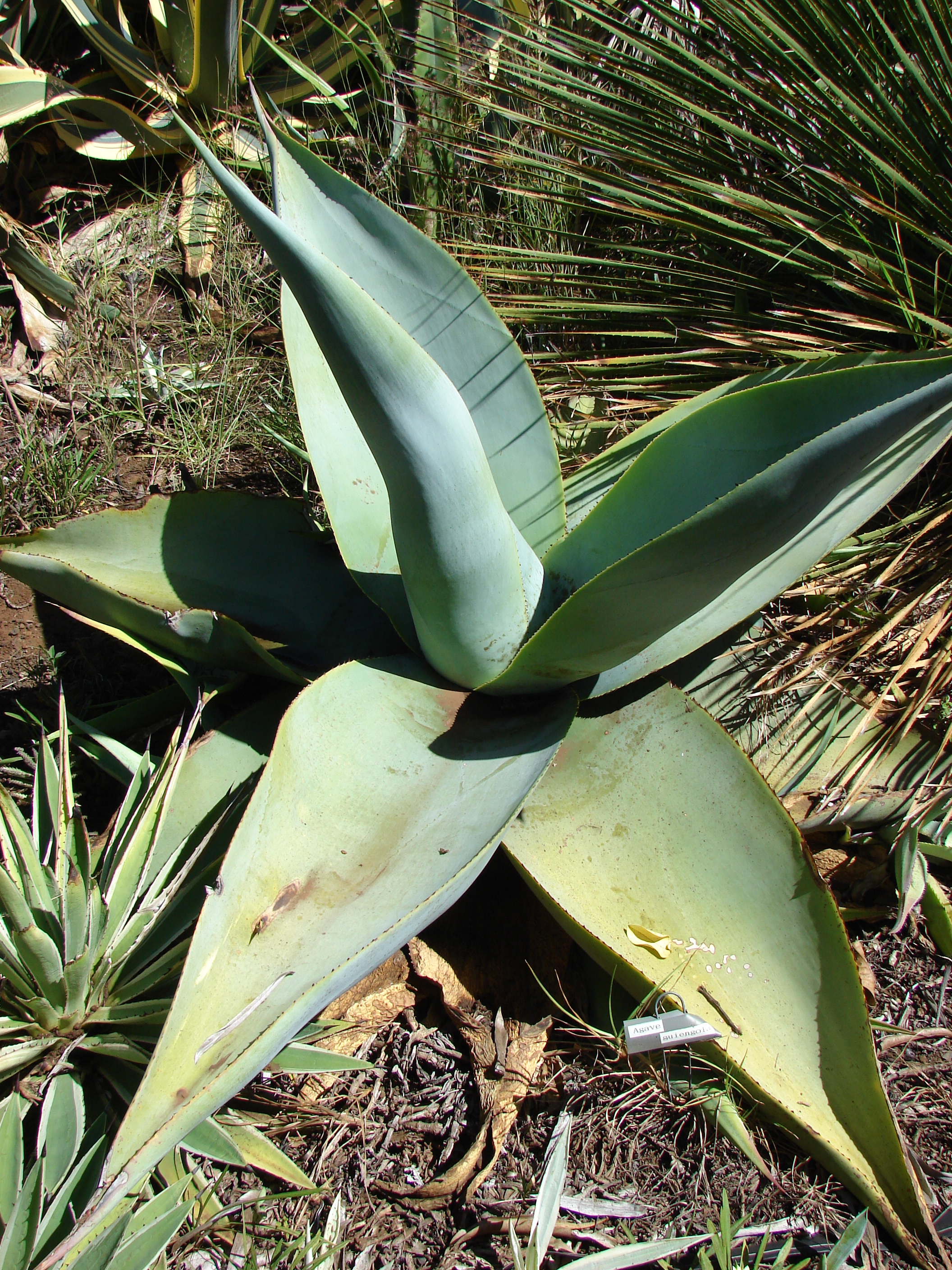
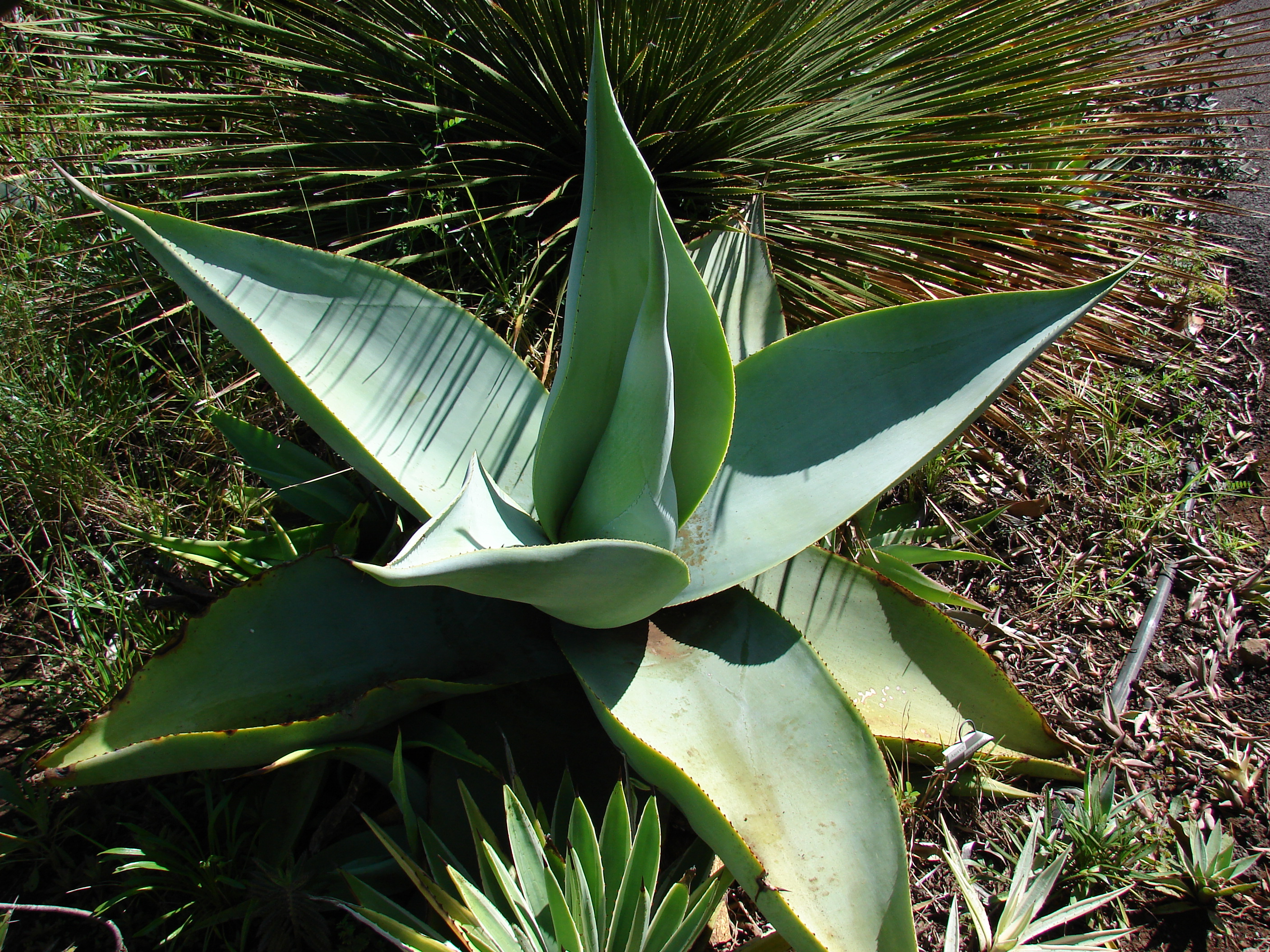